# La Prison (film)
Pour les articles homonymes, voir La Prison.
Pour plus de détails, voir Fiche technique et Distribution.
La Prison (Fängelse) est un film suédois réalisé par Ingmar Bergman, sorti en 1949.

## Synopsis
Un professeur de mathématiques sorti de l'asile vient voir un ancien élève devenu cinéaste. Il lui propose un film.

## Fiche technique
- Titre : La Prison
- Titre original : Fängelse
- Réalisation : Ingmar Bergman
- Scénario : Ingmar Bergman
- Production : Lorens Marmstedt
- Musique : Erland von Koch
- Photographie : Göran Strindberg
- Montage : Lennart Wallén
- Décors : P.A. Lundgren
- Format : Noir et blanc - 1,37:1 - Mono - 35 mm
- Genre : Drame
- Durée : 98 minutes
- Date de sortie : 1949

## Distribution
- Doris Svedlund : Birgitta Carolina Soederberg
- Birger Malmsten : Thomas
- Eva Henning : Sofi
- Hasse Ekman : Martin Grande
- Stig Olin : Peter
- Curt Masreliez : Alf, acolyte de Peter
- Irma Christenson : Linnea
- Anders Henrikson : Paul
- Marianne Löfgren : Mme. Bohlin
- Bibi Lindqvist : Anna
- Ulf Palme (non crédité) : Homme dans le rêve de Birgitta